# Bremerton
Bremerton je město v okresu Kitsap County ve státě Washington ve Spojených státech amerických. Jde o nejlidnatější město na Kitsapově poloostrově. Leží západně od Seattlu a severně od správního města Kitsap County, Port Orchard. Nachází se zde Puget Sound Naval Shipyard a Námořní základna Kitsap. 
K roku 2020 zde žilo 43 505 obyvatel. S celkovou rozlohou 83 km² byla hustota zalidnění 591 obyvatel na km². Založeno bylo v roce 1901. Leží v nadmořské výšce asi 12 m n. m. v oblasti se středozemním podnebím. 